# David Bunts
David Bunts (* 14. Oktober 1979 in Atlanta) ist ein US-amerikanischer Basketballtrainer und ehemaliger -spieler.

## Leben

### Spieler
Bunts spielte von 1998 bis 2000 Basketball in seinem Heimatland, den Vereinigten Staaten, am College of Marin (Bundesstaat Kalifornien) sowie von 2000 bis 2002 an der University of the Pacific, ebenfalls in Kalifornien. Für Pacific (erste NCAA-Division) bestritt er insgesamt 57 Spiele und erzielte im Durchschnitt 4,5 Punkte je Begegnung.
Der Aufbauspieler wurde nach seiner Universitätszeit Profi und stand zu Beginn der Saison 2004/05 kurzzeitig beim finnischen Erstligisten Honka Espoo unter Vertrag, ehe er im Laufe der Spielzeit nach Deutschland zum Regionalligaverein TSVE Bielefeld wechselte. Dort trumpfte Bunts als abschlussstarker Spieler auf und war als Spieler des Jahres der 1. Regionalliga West (benannt vom Internetbasketballdienst eurobasket.com) entscheidend daran beteiligt, dass Bielefeld 2007 in die 2. Bundesliga ProB aufstieg. Bunts war auch in der ProB einer der besten Angriffsspieler, verpasste mit der Mannschaft aber im Spieljahr 2007/08 den Klassenerhalt in der dritthöchsten deutschen Liga. Nach dem Abstieg spielte Bunts mit Bielefeld wieder in der Regionalliga, ehe er im Laufe des Spieljahres 2008/09 innerhalb dieser Spielklasse zum TV Salzkotten wechselte. Zur Saison 2009/10 schloss er sich den Schwelmer Baskets an und stieg mit der Mannschaft unter der Leitung von Trainer Raphael Wilder im Frühjahr 2010 von der Regionalliga in die 2. Bundesliga ProB auf. Dort schloss er mit Schwelm die Hauptrunde 2010/11 als Tabellenerster ab. Der US-Amerikaner spielte bis Dezember 2011 in Schwelm.

### Trainer
Bunts wechselte ins Trainerfach und betreute von 2012 bis 2014 die Zweitliga-Damen des TSVE Bielefeld. Zu seinen Spielerinnen gehörte auch seine Ehefrau Natascha (geborene Pareigis). 2014 wechselte Bunts zu den Damen des TK Hannover und wurde dort Co-Trainer von Rodger Battersby. Als Battersbys Assistent trug Bunts zum Bundesliga-Aufstieg der Hannoveranerinnen 2016 bei. Da Battersby im Vorfeld der Saison 2018/19 aus beruflichen Gründen weniger Zeit aufbringen konnte, wurde Bunts ins Cheftraineramt befördert. Zum Jahresende 2018 standen die TKH-Damen unter Leitung des US-Amerikaners auf dem sechsten Tabellenrang in der Bundesliga. Dies wurde von der Mannschaftsleitung als nicht zufriedenstellend eingeschätzt und Bunts im Dezember 2018 entlassen.
Zur Saison 2019/20 kehrte Bunts zum TSVE Bielefeld zurück und übernahm dort das Traineramt bei der Herrenmannschaft sowie Aufgaben im Jugendbereich. Ende Mai 2020 wurde er als neuer Trainer der Regionalliga-Herren der BBG Herford vorgestellt. Er führte die BBG 2022 zum Meistertitel in der 1. Regionalliga West und zum Aufstieg in die 2. Bundesliga ProB. Im Februar 2023 musste er sein Traineramt bei der Herforder Mannschaft nach nur zwei Siegen aus 18 ProB-Saisonspielen abgeben, blieb aber als Jugendtrainer im Verein.
Im Sommer 2023 ging Bunts zum TSVE Bielefeld zurück und wurde Trainer der TSVE-Herren.